# خدمات الطباعة ل UNIX
خدمات الطباعة لـ UNIX:
 هو الاسم المعطى من قبل مايكروسوفت حالياً لدعمها من بروتوكول Line Printer Daemon (يُسمى أيضًا LPR ، LPD) على أنظمة ويندوز NT. يتم تثبيته باستخدام برنامج لوحة التحكم إضافة / إزالة البرامج. يتيح هذا المكون دعم قوائم انتظار LPD باستخدام نظام طباعة Windows الأصلي. لا توفر أوامر lpr أو lpq أو lprm أو lpc.

## تاريخها
تحت ويندوز NT 4.0 والإصدارات السابقة تم سرد هذا المكون كـ «طابعة مايكروسوفت TCP / IP».

## انظر ايضاَ
- Microsoft Windows Services for UNIX
- خوادم مايكروسوفت

## روابط اضافية
- Print from UNIX to Windows
- HOW TO: Install and Configure Print Services for UNIX—Microsoft Product Knowledge Base
- UNIX to Windows Printing—Commercial Software
- List of Microsoft Windows components